# Женская сборная Мали по баскетболу
Женская сборная Мали по баскетболу — национальная команда по баскетболу, представляющая Мали в международных соревнованиях. Управляется Малийской федерацией баскетбола.

## История
Сборная сформирована в 1961 году, когда Мали стала членом Международной федерации баскетбола.

### Летние Олимпийские игры
Сборная Мали один раз участвовала в женском баскетбольном турнире летних Олимпийских игр. В 2008 году в Пекине малийки проиграли все пять матчей группового этапа и заняли 12-е место среди 12 команд.
- 2008 : 12-е место

### Чемпионаты мира
Сборная Мали один раз участвовала в финальной части женского чемпионата мира по баскетболу. В 2010 году в Чехии малийки заняли 15-е место среди 16 команд. Единственную победу в пяти матчах они одержали в поединке за 15-16-е места, в котором в овертайме одолели Сенегал (69:67).
- 2010 : 15-е место
- 2022 : 11-е место

### Чемпионаты Африки
Сборная Мали 18 раз участвовала в розыгрыше женского чемпионата Африки по баскетболу и шесть раз завоёвывала медали.
В 2007 году на турнире, который проходил в Сенегале, малийки завоевали золотую медаль: на групповом этапе они потерпели лишь одно поражение от сборной Сенегала (37:48), в четвертьфинале победили Камерун (72:41), в полуфинале — Анголу (69:60), а в финале взяли реванш у Сенегала (65:58). Самой ценной баскетболисткой чемпионата стала малийка Хамчету Маига.
В 2009 году на Мадагаскаре сборная Мали завоевала серебряную медаль, проиграв в финале сенегалкам (57:72).
Ещё четыре раза (в 1968, 2011, 2017 и 2019 годах) малийки выигрывали бронзу.
- 1968:  3-е место
- 1970: 4-е место
- 1974: 8-е место
- 1977: 7-е место
- 1981: 4-е место
- 1984: 4-е место
- 1993: 7-е место
- 1997: 6-е место
- 2000: 9-е место
- 2003: 5-е место
- 2005: 5-е место
- 2007:  1-е место
- 2009:  2-е место
- 2011:  3-е место
- 2013: 5-е место
- 2015: 5-е место
- 2017:  3-е место
- 2019:  3-е место

### Африканские игры
Сборная Мали трижды участвовала в женских баскетбольных турнирах Африканских игр. В 2007 году в Алжире она заняла 10-е место, в 2011 году в Мозамбике — 12-е.
В 2015 году в Республике Конго малийские баскетболистки завоевали золотую медаль. Проиграв на групповом этапе Нигерии (69:70), в четвертьфинале они выиграли у Мозамбика (65:46), в полуфинале — у Сенегала (70:62), в финале поквитались с Нигерией (73:57).
- 2007: 10-е место
- 2011: 12-е место
- 2015:  1-е место